# 菲尼斯特雷
菲尼斯特雷（西班牙語：Finisterre，/fisˈtɛra̝/）是西班牙加利西亚自治区拉科鲁尼亚省的一个市镇。总面积约29km², 总人口4734人（2017年），人口密度164人/km²。

## 人口
| 菲尼斯特雷历史人口变化图                                   |
|                                                            |
| 来源：西班牙国家统计局（1900-1990年，实际人口）（2000年-） |

## 政治
| 政党                             | 2011年 | 2011年 | 2015年 | 2015年 |
| 政党                             | %      | 议席   | 议席   | %      |
| 加利西亚人民党（PP）             | 48.97  | 6      | 4      | 36.85  |
| 加利西亚民族主义集团（BNG）      | 22.97  | 2      | 2      | 17.41  |
| 加利西亚工人社会党（PSdeG-PSOE） | 26.62  | 3      | 4      | 31.87  |

## 图集

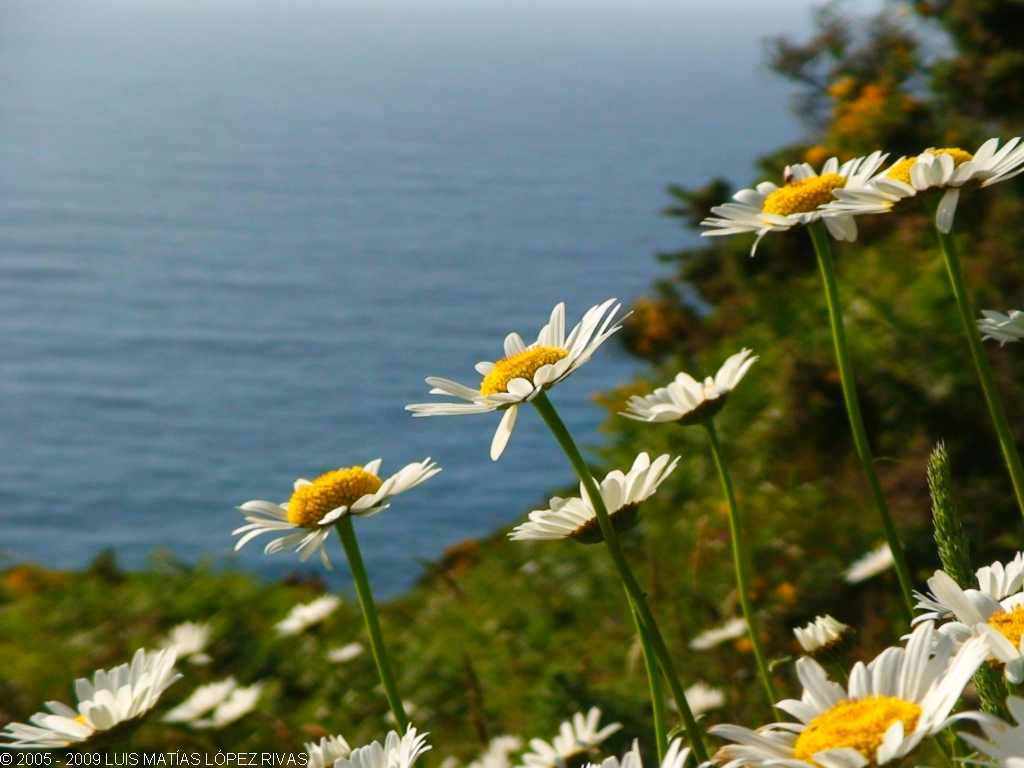
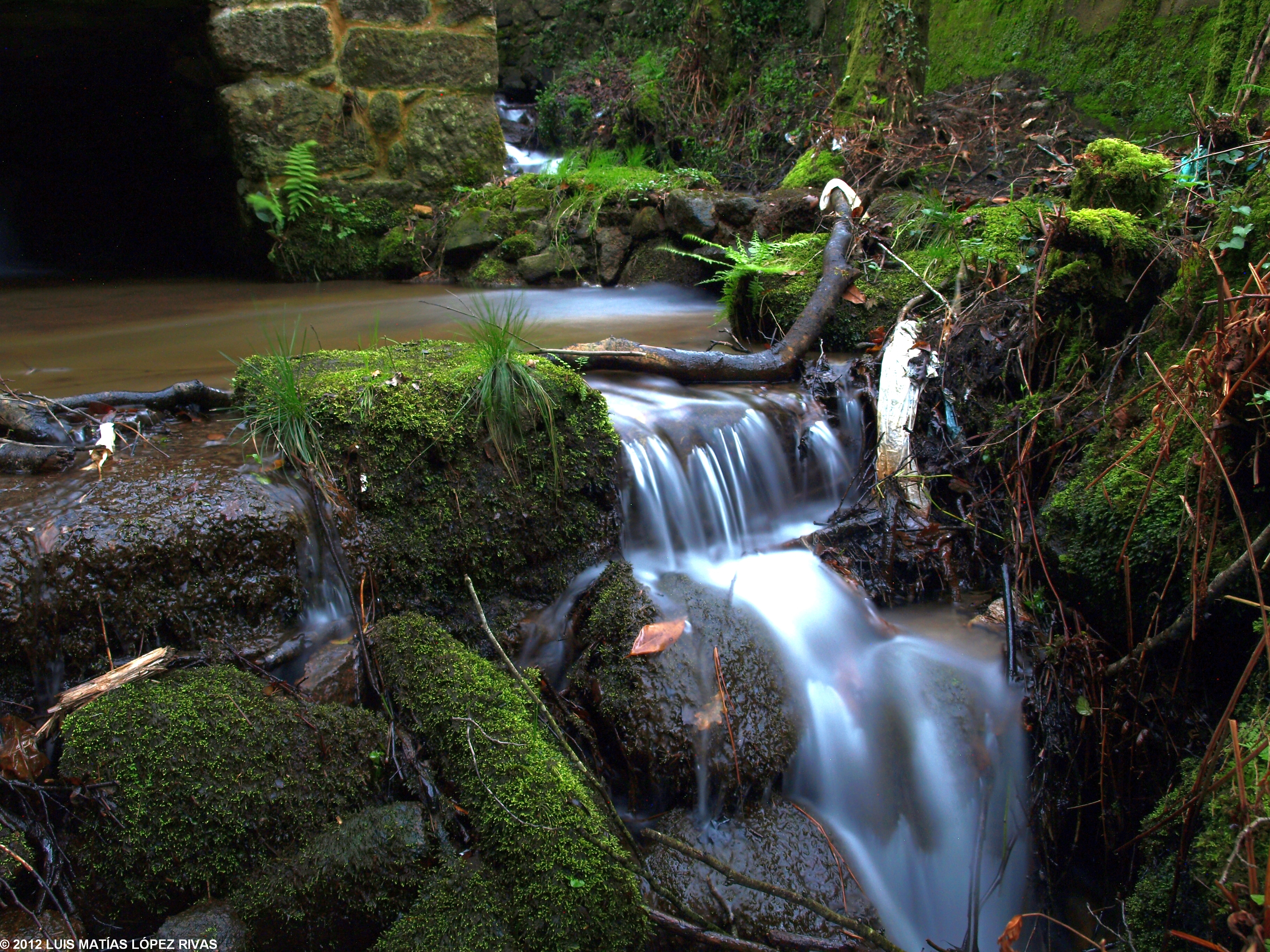
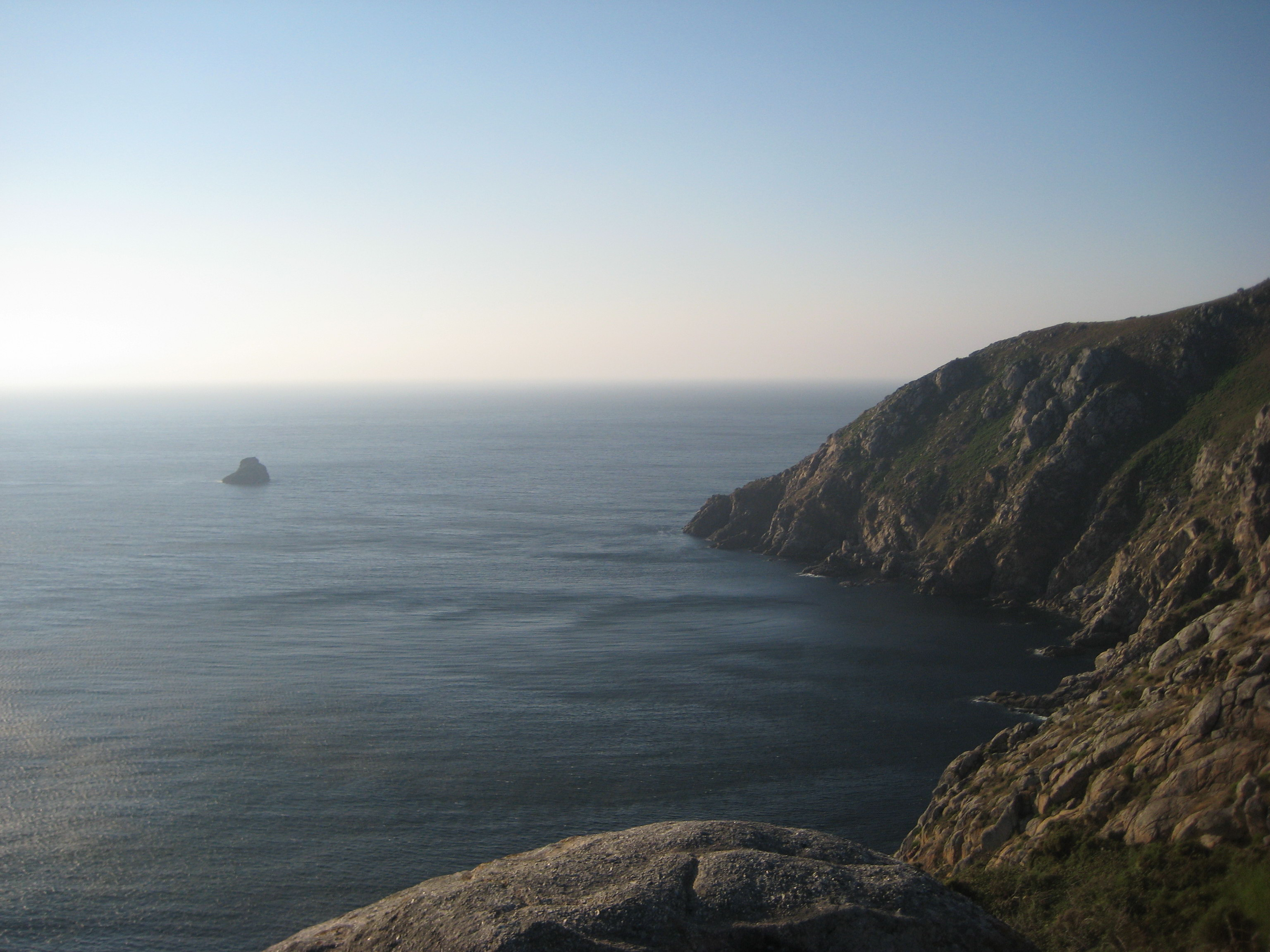
菲尼斯特雷角
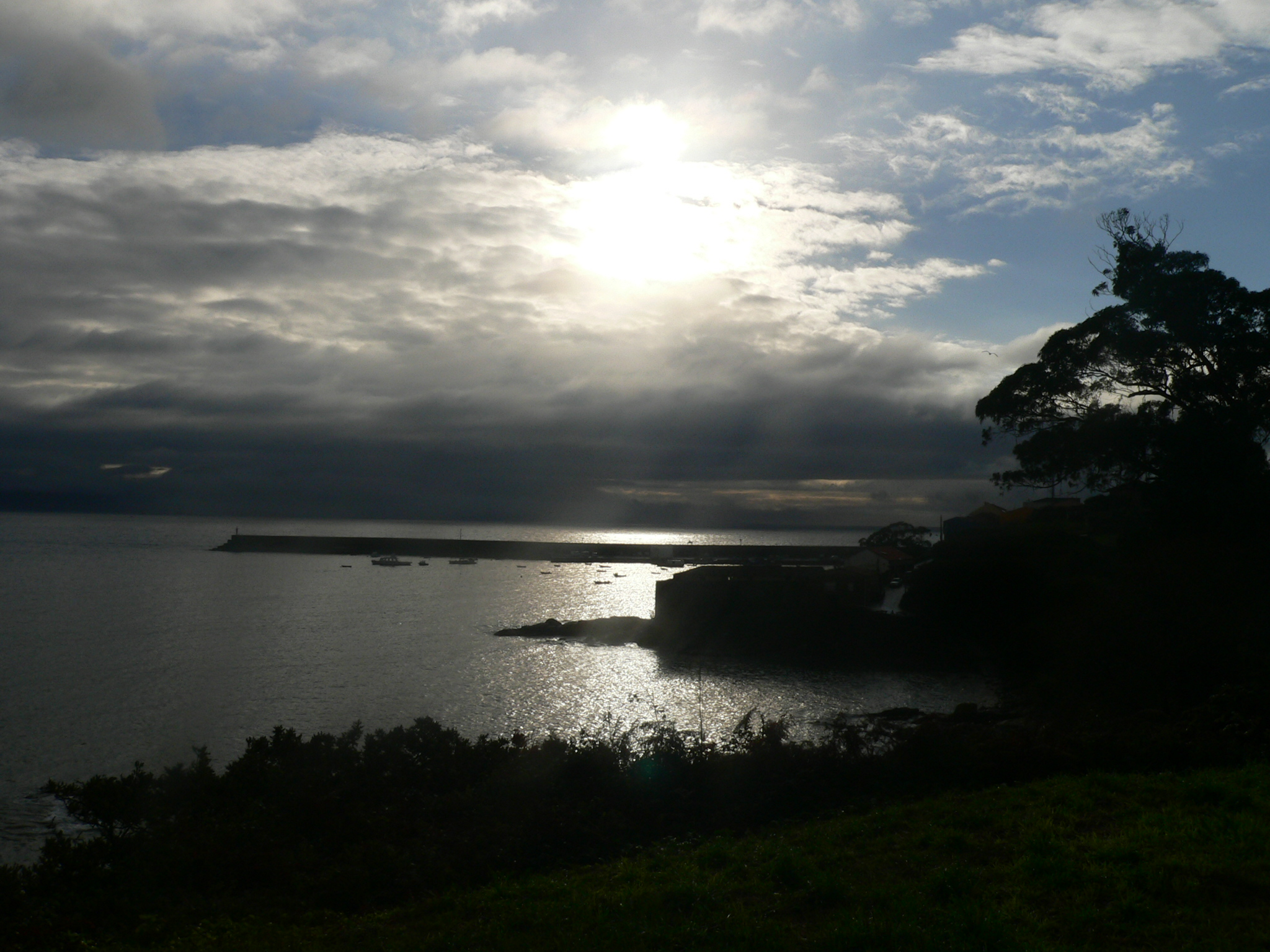